# 伊尼揚巴內
伊尼揚巴內（葡萄牙語發音：[iɲɐ̃ˈbani]）是莫桑比克南部的城市，也是伊尼揚巴內省的首府，位於首都馬普托東北470公里，毗鄰莫桑比克海峽，是擁有天然良港的寧靜小鎮，2008年人口65,837。

## 外部連結
- Inhambane Information Accommodation and Camping
- Holiday Accommodation in Inhambane - Mozambique